# Besançon
Besançon (francuski: Besançon, izgovarano /(bəz.ã.'sɔ̃)/; njemački: Bisanz), poznat kao jedan od najzelenijih gradova u Francuskoj, je glavni i najveći grad régiona Franche-Comté u sjeveroistočnoj Francuskoj, s otprilike 220.000 stanovnika u metropolskom području prema podacima iz 1999. godine. Smješten u blizini granice sa Švicarskom, predstavlja prefekturu (glavni grad) departmana Doubs.

## Poznate osobe
Besançon je bio rodno mjesto sljedećih osoba:
- Claude Goudimel (1510. – 1572.) - glazbenik, učitelj Palestrine. Skladatelj muzike za protestantske himne
- Antoine Perrenot de Granvelle (1517. – 1586.) - kardinal, državnik i humanist. Savjetnik Charlesa V., napuljskog potkralja
- Jean Mairet (1604. – 1686.) - dramatičar
- Charles Fourier (1772. – 1837.) - izumitelj socijalističkih "phalansteriea" (velikih javnih zgrada koje okružuje visokokultivirano poljoprivredno zemljište)
- Charles Nodier (1780. – 1844.) - pisac, vođa romantičarskog pokreta
- Jean Claude Eugène Péclet (1793. – 1857.) - fizičar, dao ime Pécletovom broju
- Victor Hugo (1802. – 1885.) - pisac i pjesnik
- Pierre-Joseph Proudhon (1809. – 1865.)- novinar (Le Peuple) i autor brojnih socijalističkih teorija
- Hilaire de Chardonnet (1838. – 1924.) - izumitelj umjetne svile
- Louis-Jean Résal (1854. – 1920.) - inženjer koji je sagradio Pont Mirabeau i Pont Alexandre III u Parizu
- Auguste i Louis Lumière, (1862. – 1954.) i (1864. – 1948.) - izumitelji kinematografije
- Tristan Bernard (1866. – 1947.) - novinar i humorist
- Jean de Gribaldy (1922. – 1987.) - profesionalni biciklist
- Morrade Hakkar (1972.- ) - boksač

## Gradovi pobratimi
- Tver (Rusija)
- Freiburg im Breisgau (Njemačka)
- Kuopio (Finska)
- Huddersfield - Kirklees (Engleska)
- Bielsko-Biala (Poljska)
- Neuchâtel (Švicarska)
- Bistriţa, (Rumunjska)
- Pavia (Italija)
- Hadera (Izrael)
- Douroula (Burkina Faso)
- Man (Obala Bjelokosti)
- Charlottesville - Virginia (Sjedinjene Države)

## Poveznice
- Besançonska nadbiskupija

## Vanjske poveznice
- Stranice gradskog vijeća (na francuskom)
- Gradski vodič  (na francuskom)
- Besac.com: En-ligne média (in French)
- Unofficial Funicular website (na francuskom, engleskom)
- Official Funicular website  Arhivirana inačica izvorne stranice od 29. rujna 2007. (Wayback Machine) (na francuskom)
- Stranica o utvrdama  Arhivirana inačica izvorne stranice od 23. studenoga 2008. (Wayback Machine)
- Gradski vodič  Arhivirana inačica izvorne stranice od 3. ožujka 2009. (Wayback Machine) (na francuskom)
- Besançonski mrežni dnevnik (na francuskom)
- Himna Iz kršćanske himnodije, himna "Besançon"